# لوفتش
لوفتش (بالبلغارية: Ловеч)‏ هي مدينة تَقع في شمال وسط بلغاريا، وهي عاصمة مقاطعة لوفتش. المدينة تَبعُد 150 كم شمال شرق العاصمة صوفيا. قريبة من مدينة بلفن.

## المناخ
يظهر الجدول التالي التغييرات المناخية على مدار السنة للوفتش:
| البيانات المناخية لـلوفتش         | البيانات المناخية لـلوفتش | البيانات المناخية لـلوفتش | البيانات المناخية لـلوفتش | البيانات المناخية لـلوفتش | البيانات المناخية لـلوفتش | البيانات المناخية لـلوفتش | البيانات المناخية لـلوفتش | البيانات المناخية لـلوفتش | البيانات المناخية لـلوفتش | البيانات المناخية لـلوفتش | البيانات المناخية لـلوفتش | البيانات المناخية لـلوفتش | البيانات المناخية لـلوفتش |
| الشهر                             | يناير                     | فبراير                    | مارس                      | أبريل                     | مايو                      | يونيو                     | يوليو                     | أغسطس                     | سبتمبر                    | أكتوبر                    | نوفمبر                    | ديسمبر                    | المعدل السنوي             |
| --------------------------------- | ------------------------- | ------------------------- | ------------------------- | ------------------------- | ------------------------- | ------------------------- | ------------------------- | ------------------------- | ------------------------- | ------------------------- | ------------------------- | ------------------------- | ------------------------- |
| متوسط درجة الحرارة الكبرى °م (°ف) | 4.8 (40.6)                | 7.5 (45.5)                | 13.4 (56.1)               | 18.6 (65.5)               | 24.1 (75.4)               | 27.9 (82.2)               | 30.6 (87.1)               | 30.9 (87.6)               | 25.4 (77.7)               | 18.8 (65.8)               | 12.9 (55.2)               | 5.7 (42.3)                | 18.4 (65.1)               |
| المتوسط اليومي °م (°ف)            | 1.0 (33.8)                | 3.0 (37.4)                | 8.0 (46.4)                | 12.8 (55.0)               | 18.4 (65.1)               | 22.1 (71.8)               | 24.7 (76.5)               | 24.7 (76.5)               | 19.5 (67.1)               | 13.5 (56.3)               | 8.4 (47.1)                | 2.0 (35.6)                | 13.3 (55.9)               |
| متوسط درجة الحرارة الصغرى °م (°ف) | −2.9 (26.8)               | −1.5 (29.3)               | 2.5 (36.5)                | 7.0 (44.6)                | 11.7 (53.1)               | 15.2 (59.4)               | 17.6 (63.7)               | 17.5 (63.5)               | 13.0 (55.4)               | 8.2 (46.8)                | 3.8 (38.8)                | −1.7 (28.9)               | 7.6 (45.7)                |
| الهطول مم (إنش)                   | 43.3 (1.70)               | 42.4 (1.67)               | 40.7 (1.60)               | 25.1 (0.99)               | 28.7 (1.13)               | 27.2 (1.07)               | 30.4 (1.20)               | 16.6 (0.65)               | 60.4 (2.38)               | 71.9 (2.83)               | 53.4 (2.10)               | 78.2 (3.08)               | 561.6 (22.11)             |
| متوسط أيام هطول الأمطار (≥ 1 mm)  | 11.3                      | 11.1                      | 9.7                       | 4.1                       | 3.7                       | 4.7                       | 2.8                       | 2.7                       | 4.9                       | 6.6                       | 5.0                       | 9.4                       | 67.9                      |
| ساعات سطوع الشمس الشهرية          | 93                        | 133                       | 160                       | 210                       | 244                       | 282                       | 320                       | 302                       | 219                       | 165                       | 105                       | 89                        | 2٬437                     |
| المصدر: Stringmeteo.org           |                           |                           |                           |                           |                           |                           |                           |                           |                           |                           |                           |                           |                           |

## توأمة
للوفتش اتفاقيات توأمة مع كل من:
- إرفورت (مايو 1996 - )[19]
- ريازان
- بيرات (8 يوليو 2008 - )[20]
- Lotoshino [الإنجليزية]‏ [21]
- سيكتيفكار (27 مايو 1980 - )[22]
- لافال (2010 - )[23]
- Iziaslav, Ukraine [الإنجليزية]‏ (24 أبريل 2012 - )[24]
- بلد الوليد

## أعلام
- خريستو ديميتروف
- فاسيل رادوسلافوف
- محمد عادل أردا
- كازكو أندريكوفسكي
- درويش إبراهيم باشا